# Alisol

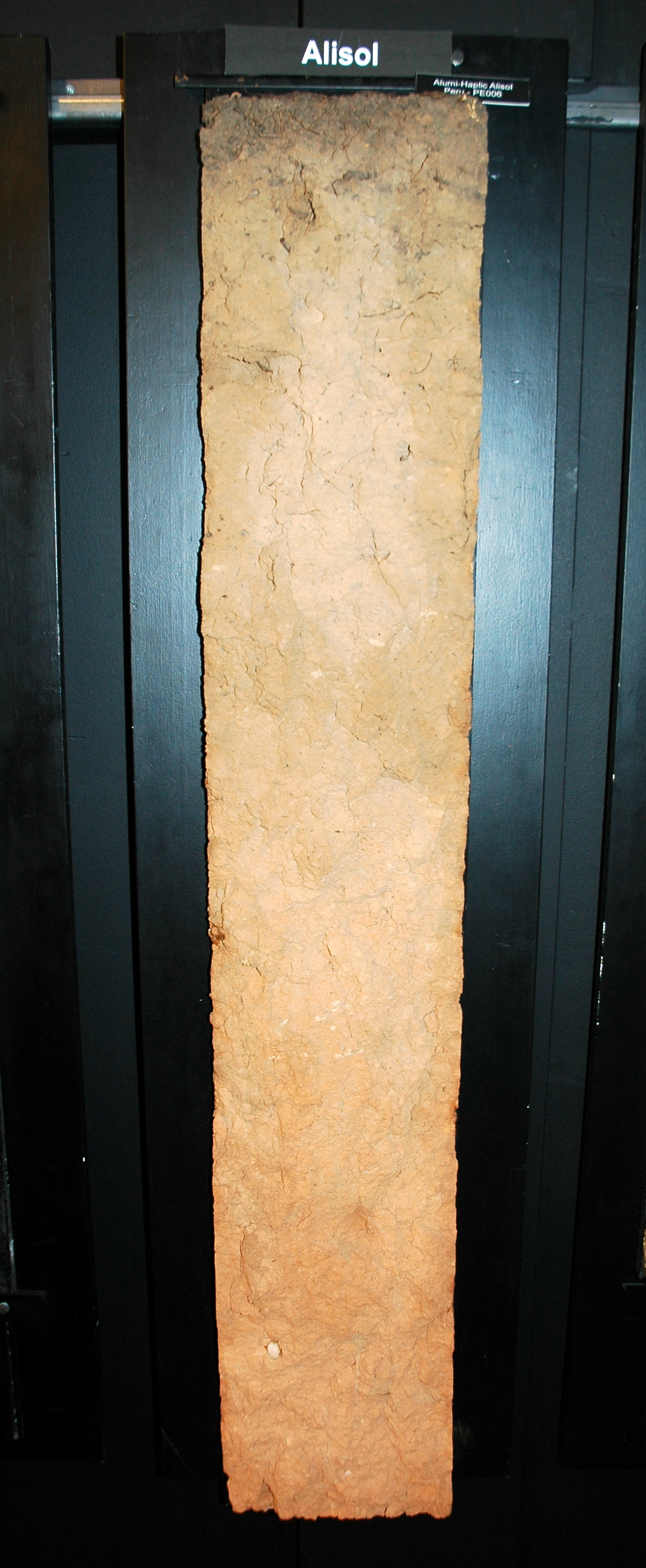
Alisol

Een Alisol (in de World Reference Base for Soil Resources) is een sterk verweerde zure bodem met een lage basenverzadiging. Deze bodems worden bovendien gekenmerkt door een goed ontwikkelde kleiinspoelingshorizont met een hoge kationenomwisselingscapaciteit. Alisols komen voor op moedermateriaal met kleimineralen als vermiculiet of smectiet. De meeste Alisols zijn ontwikkeld in verweringsproducten van zure gesteentes. Door hydrolyse van de kleimineralen komt Al3+ vrij, dat meer dan de helft van het kationomwisselingscomplex bezet. Alisols stonden vroeger ook wel bekend als Rood-Gele Podzols (bijvoorbeeld in Indonesië). Ze komen overeen met subgroupen van de Ultisols in de USDA Soil Taxonomy.
Alisolen komen voor in een vochtig tropisch, subtropisch of warm klimaat in landschappen met een glooiend tot heuvelachtig reliëf. De voor landbouw gebruikte gronden hebben een weinig stabiele bovengrond (Ap-horizont) en zijn daardoor gevoelig voor bodemerosie. Getrunkeerde bodems (bodems zonder de bovenste horizont[en]) zijn dan ook geen uitzondering. Andere beperkingen voor het landgebruik zijn aluminium-toxiciteit op geringe diepte en een lage natuurlijke bodemvruchtbaarheid. Alisolen zijn weinig productieve bodems. Het gebruik is daardoor vaak beperkt tot enkele zuur-tolerante gewassen en extensieve veeteelt.
Daarentegen kan men op Alisolen met een juist management, het toedoenen van kalk en kunstmest, gebruikmaken van de hoge kationenomwisselingscapaciteit en de vrij goede waterhuishouding van de bodem. In dat geval kunnen er aluminium-resistente plantagegewassen als thee, rubber, oliepalm, koffie en suikerriet worden geteeld.
Alisols komen voor in Zuid-Amerikaanse landen als Ecuador, Nicaragua, Venezuela, Colombia, Peru, Brazilië, op Jamaica, in West-Afrika, de Oost-Afrikaanse hooglanden, op Madagaskar in Zuidoost-Azië en in Noord Australië. Ook worden Alisolen aangetroffen in subtropische en Mediterrane regio's: in China, Japan, het zuidoosten van de Verenigde Staten en in mindere mate in Italië, Frankrijk en Griekenland.

## Literatuur

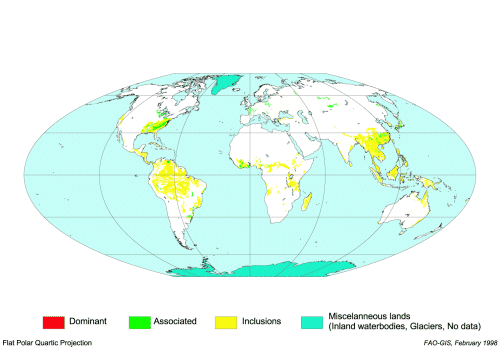
Voorkomen van Alisols